# Саговник відгорнений
Саговник відгорнений або саговник пониклий або саговник відігнутий (Cycas revoluta Thunb.) — вид голонасінних рослин родини саговникові (Cycadaceae). Відомий також під назвою сагова пальма. Насіннєвий і стовбуровий крохмаль широко використовується як джерело живлення; велика рослина може дати понад 1000 насінин.

## Опис

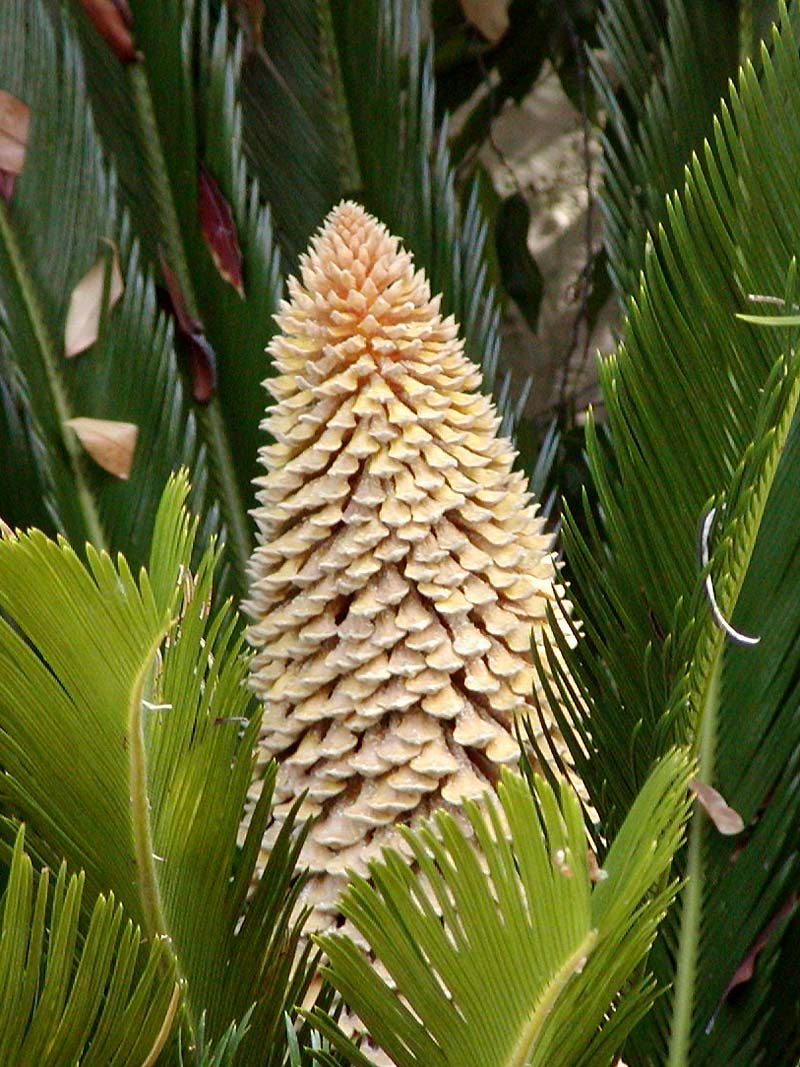
Чоловіча рослина

Це дводомна деревна рослина до 2-4 м заввишки, з товстим, до 1 м заввишки стовбуром, вкритим панциром з основ відмерлих листків. На верхівці розташована крона з красивих шкірястих перистих листків до 1-2 м завдовжки. Біля основи листків розміщені поодинокі, жовтуватого кольору дрібні листки — мегаспорофіли Вони несуть з боків здебільшого по три пари насінних зачатків. Розглядаючи будову насінного зачатку, помітно покрови, пилковхід, нуцелус, пилкову камеру, ендосперм з двома архегоніями. Насінина має шкірку саркотесту (м'якуш) і склеротесту (твердий шар), зародок та гаплоїдний ендосперм.

## Поширення
Саговник відгорнений трапляється у природі на півдні Південно-Східної Азії (Японія, Китай). В Україні вирощується в оранжереях ботанічних садів; культивується на Чорноморського узбережжі Криму у відкритому ґрунті.

## Галерея

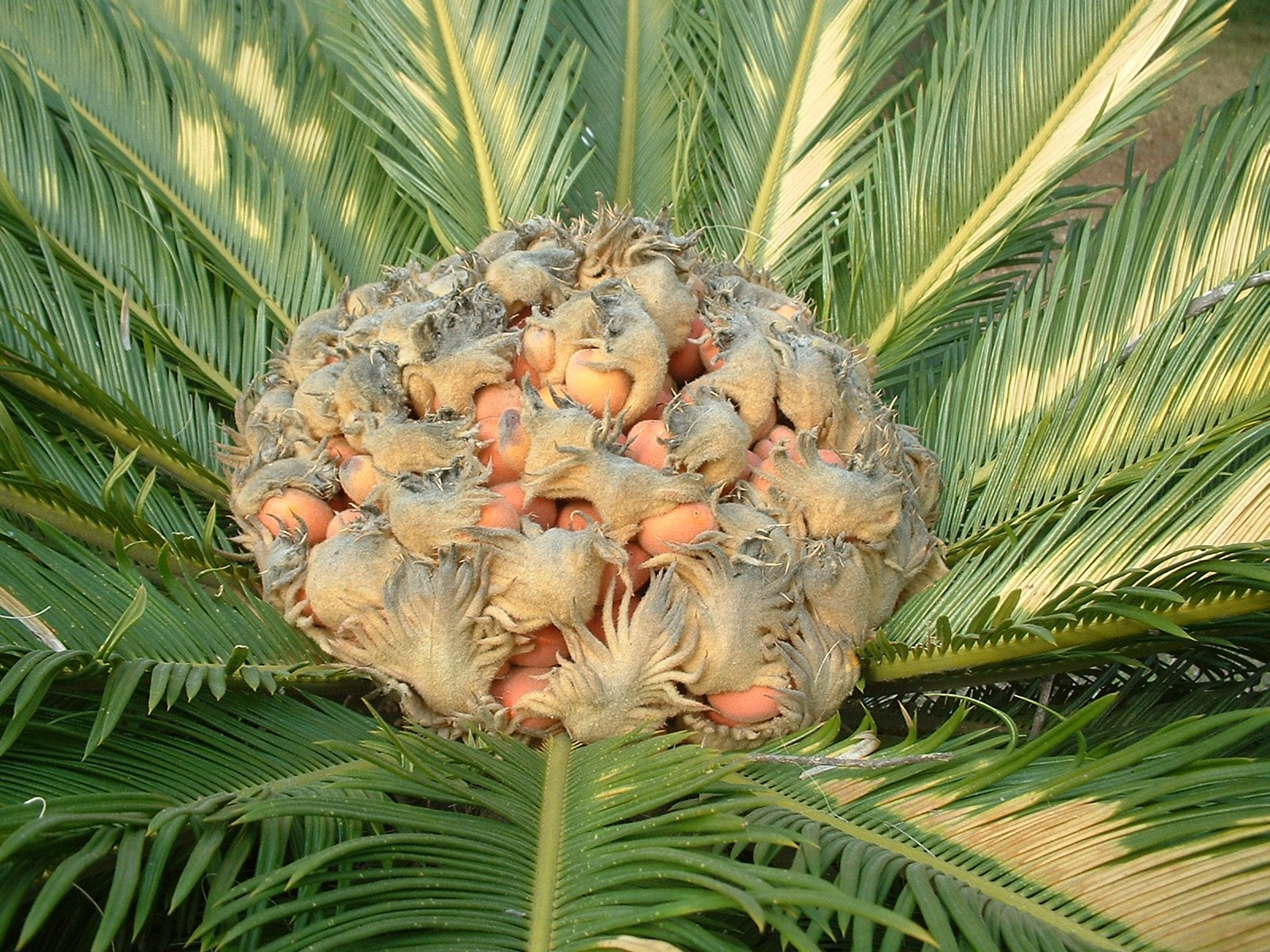
Жіноча рослина
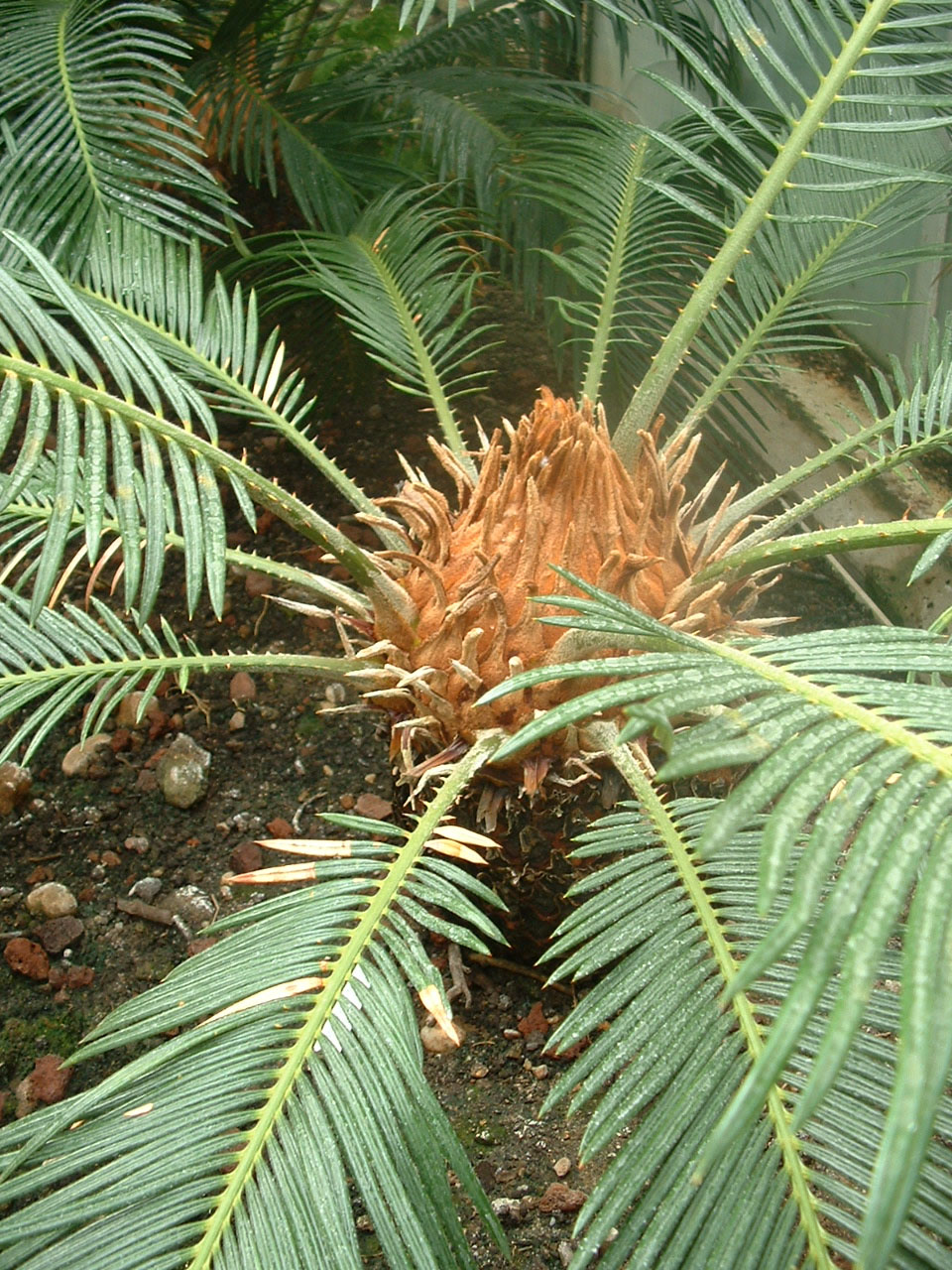
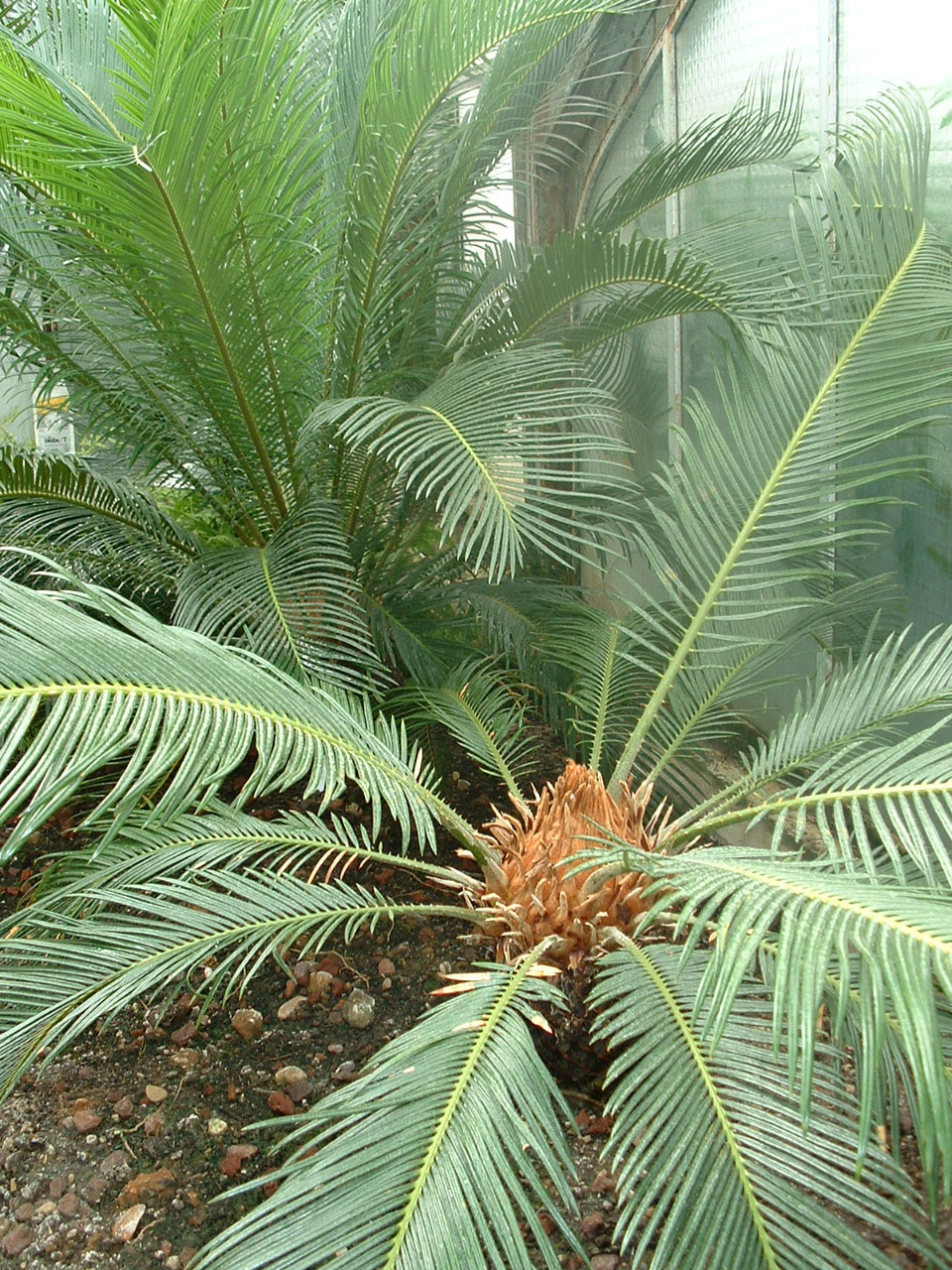
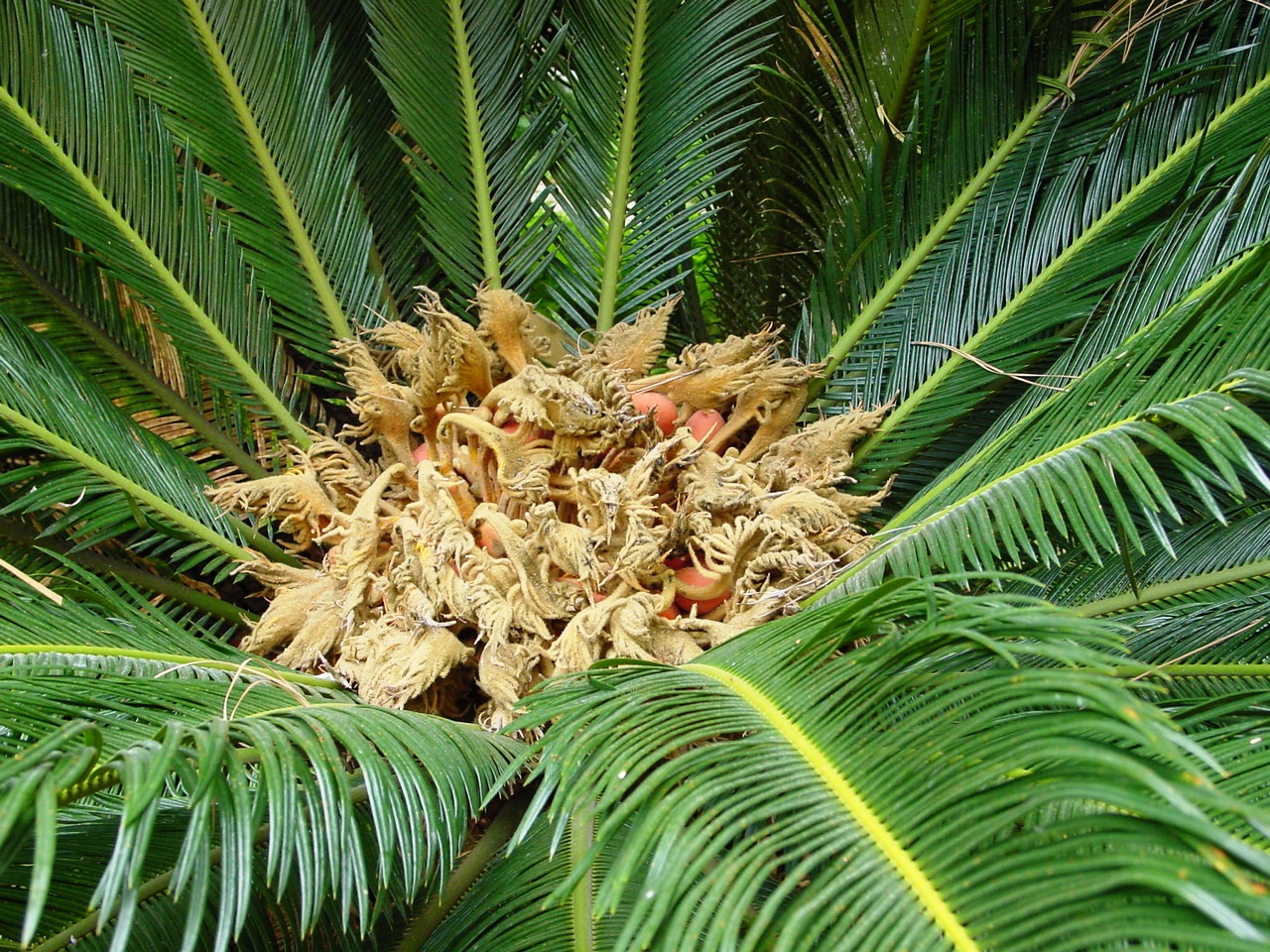
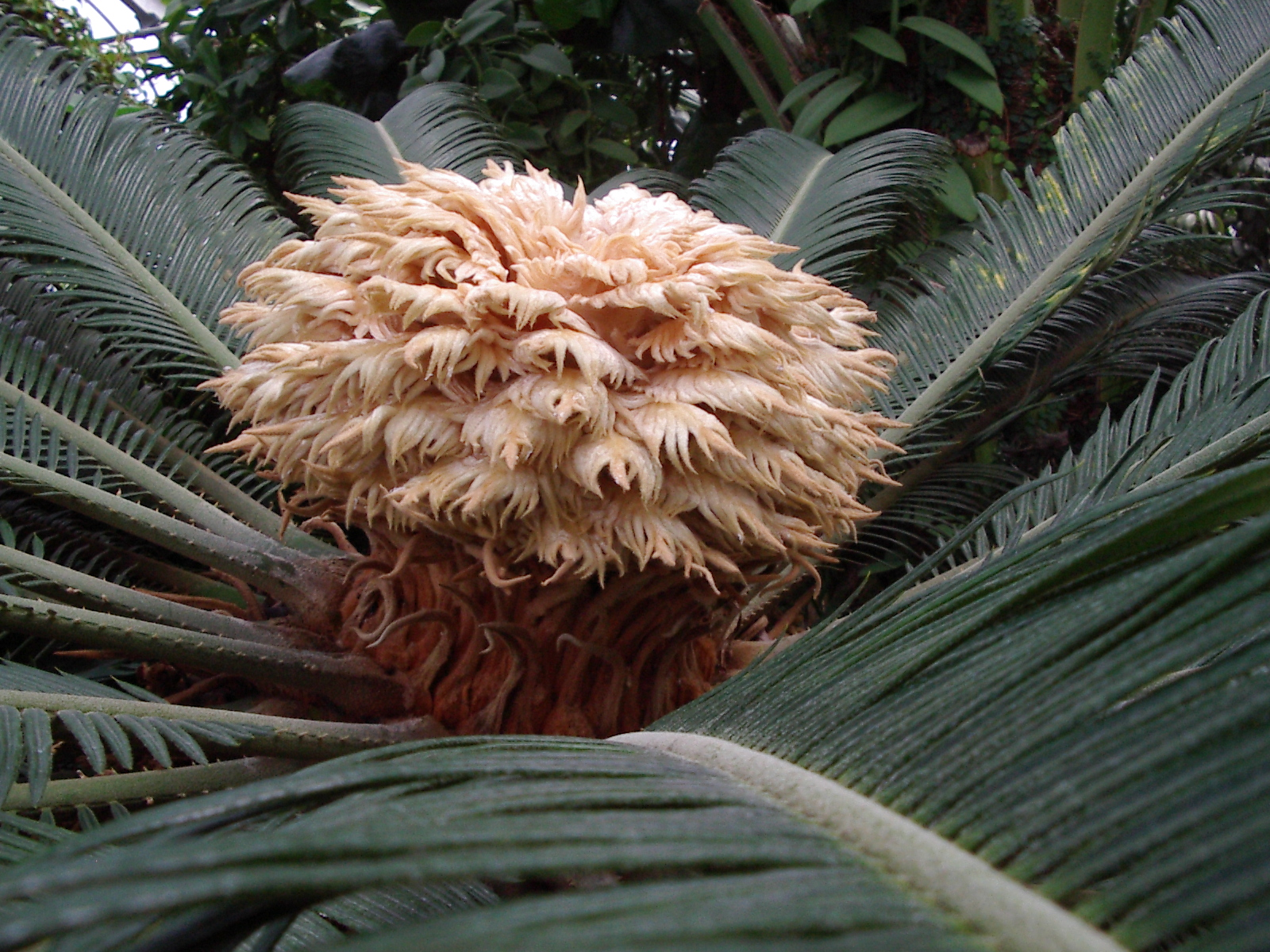
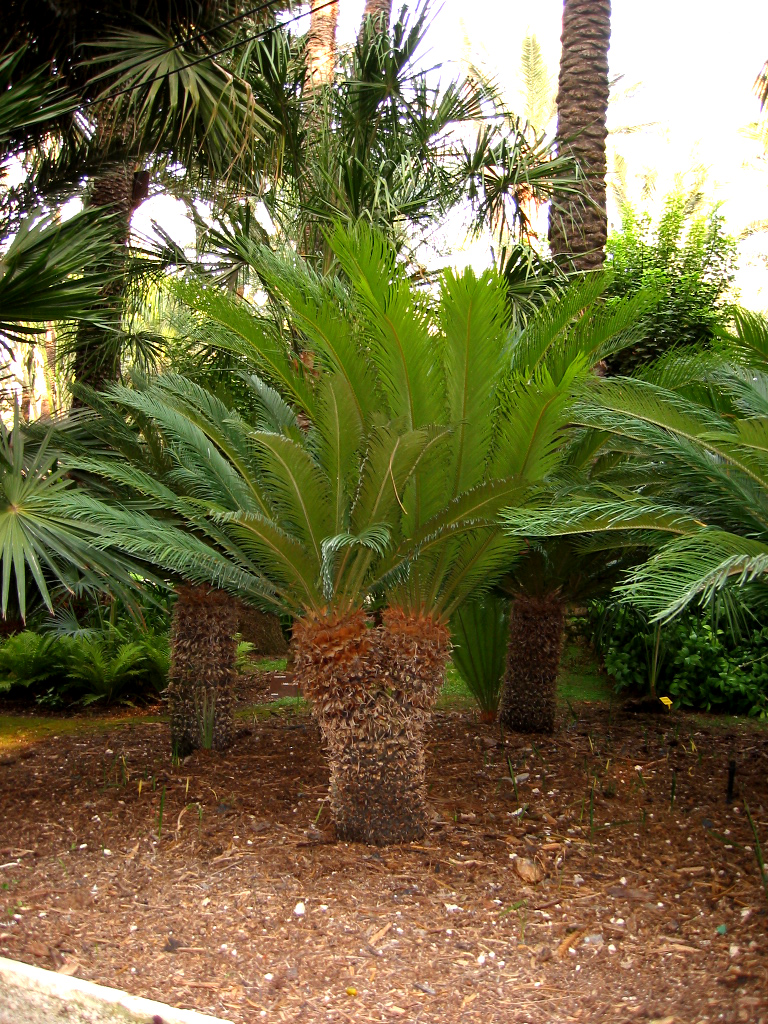
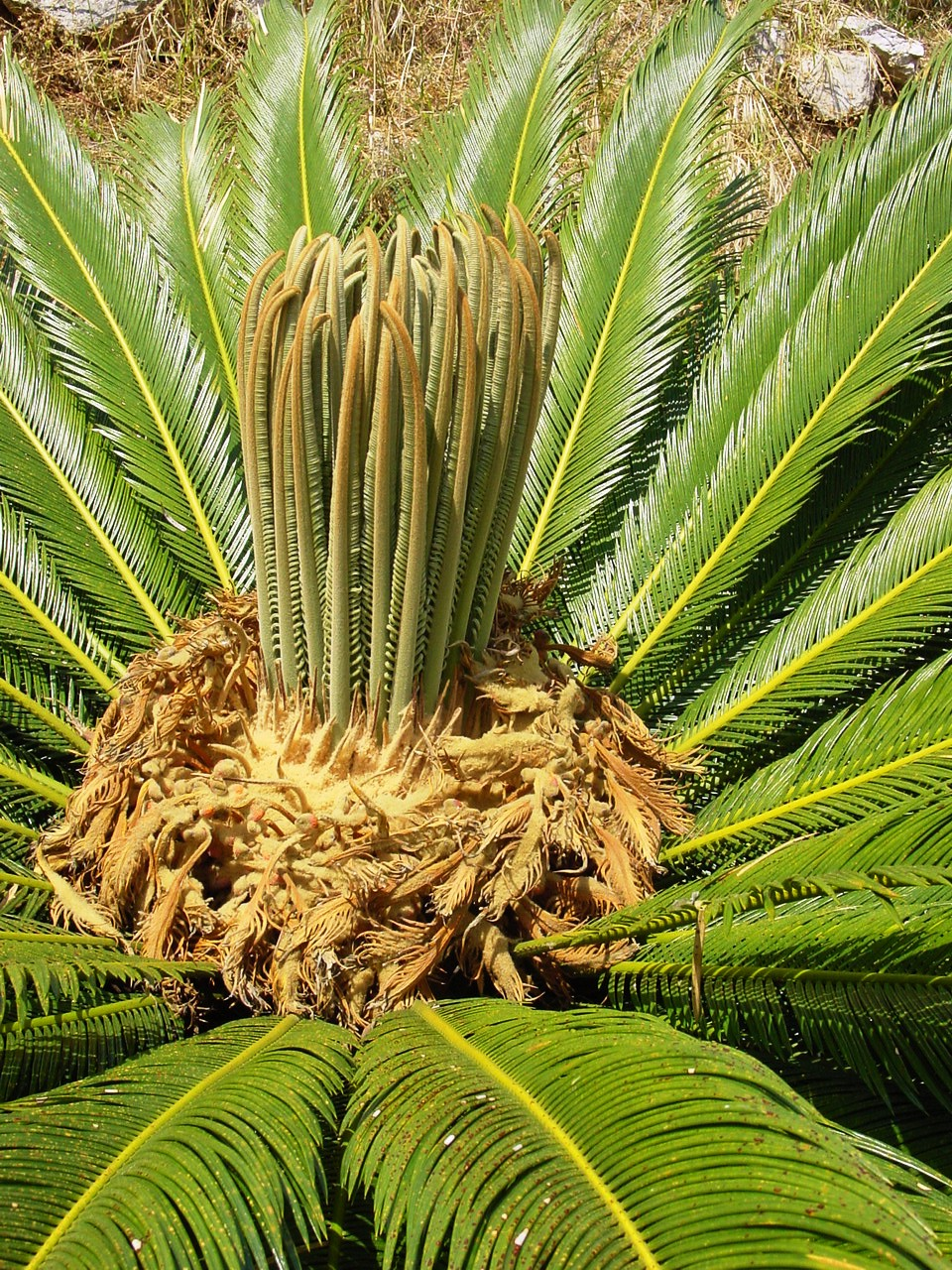
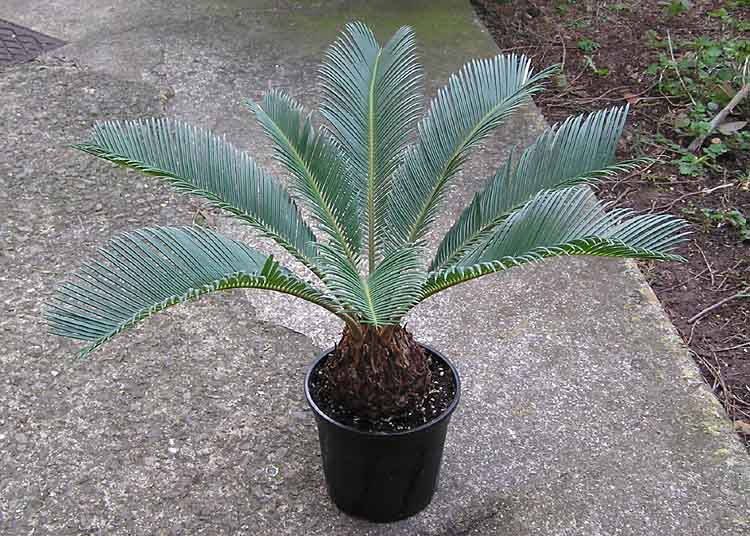
Молода рослина
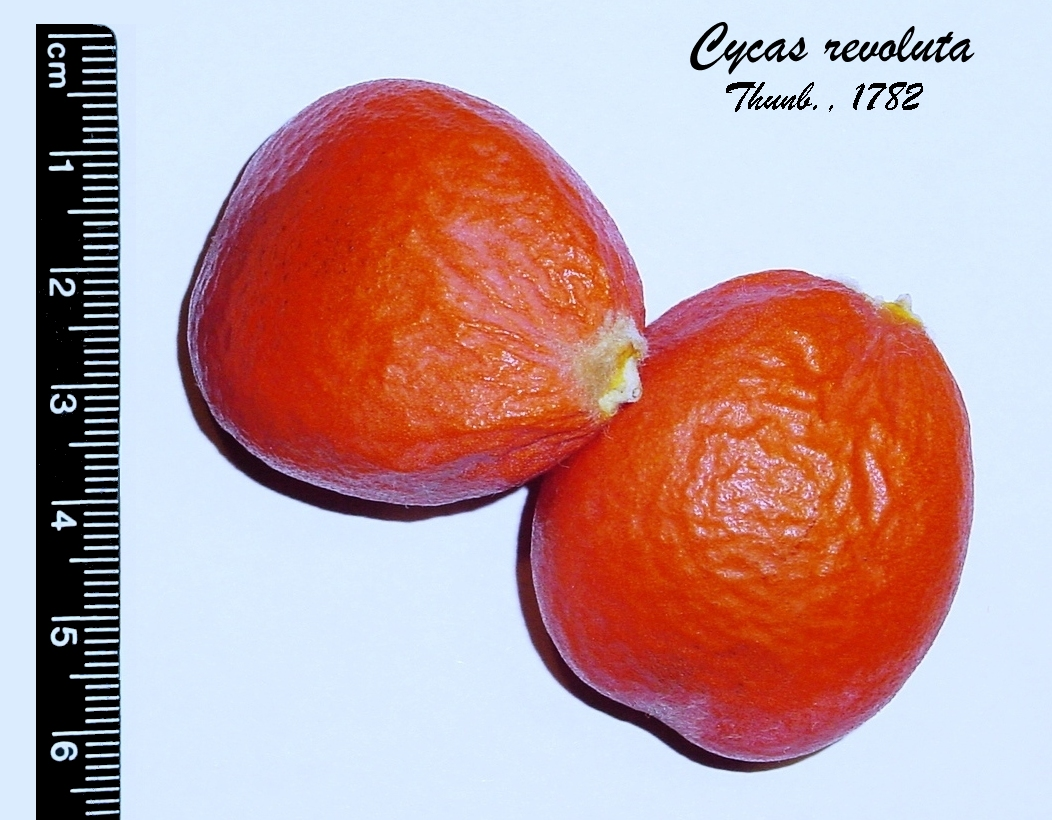
Насіння
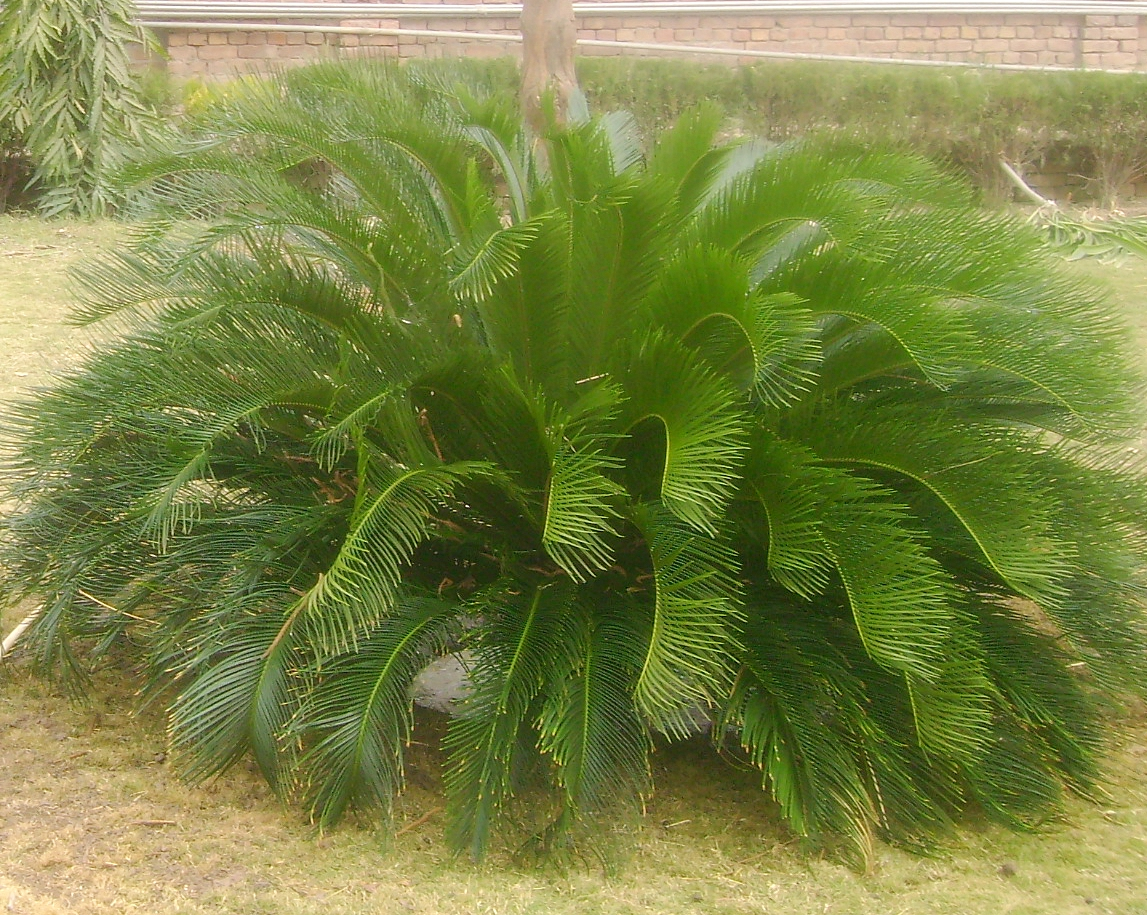
Cycas revoluta
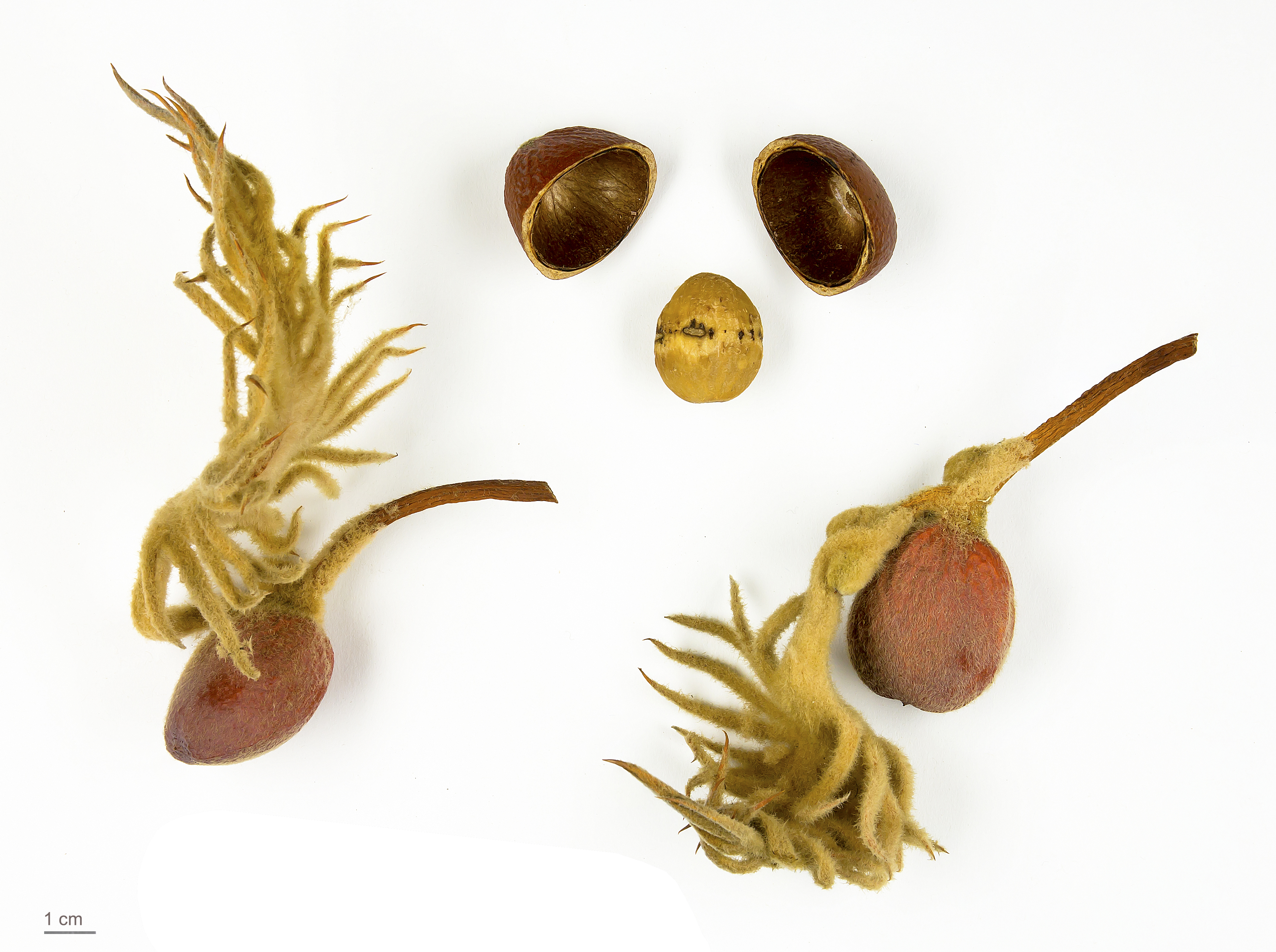
Плоди і насіння Cycas revoluta. Тулузький музей